# Moblin
Moblin，'mobile Linux'的簡稱，是一個開源的、基於Linux的作業系統，用於移動互聯網設備（MID）、嵌入式裝置，與其他新的類別的設備，如netbook與nettop 。

## 歷史
英特爾在2007年7月推出了Moblin.org的網站，Moblin 2操作系統是專為運行於英特爾處理器的MID與netbook。
在2009年4月，英特爾將Moblin移交給Linux基金會，以擴大開源社群的參與。
2010年2月的全球移動通訊大會中，英特爾宣布Moblin將與Nokia推動的Maemo合作，推出MeeGo平台。

## 性能
在2009年美國舊金山的Linux協作首腦會議，英特爾表明，Moblin 2 Alpha版本可以負荷的主要組成部分的棧，包括圖形系統，並且開機僅需幾秒。

## 外部連結
1. ↑  .   [2009-05-07]. （原始内容存档于2009-04-12）.

- Moblin open source project（页面存档备份，存于）
- . LinuxDevices.com. Ziff Davis Enterprise Holdings. 2008-10-22  [2009-01-29]. （原始内容存档于2012-12-06）.
- Paul, Ryan. . ars technica. Condé Nast Digital. 2009-01-28  [2009-01-29]. （原始内容存档于2009-01-29）.